# Telipogon asuayanus
Telipogon asuayanus är en orkidéart som beskrevs av Heinrich Gustav Reichenbach. Telipogon asuayanus ingår i släktet Telipogon och familjen orkidéer.
Artens utbredningsområde är Ecuador. Inga underarter finns listade i Catalogue of Life.